# 1202 Marina
1202 Marina è un asteroide della fascia principale del diametro medio di circa 54,93 km. Scoperto nel 1931, presenta un'orbita caratterizzata da un semiasse maggiore pari a 3,9861199 UA e da un'eccentricità di 0,1753883, inclinata di 3,35899° rispetto all'eclittica.
Il suo nome è in onore di Marina Davydovna Lavrova-Berg, che lavorò all'Osservatorio di Pulkovo come collaboratrice scientifica.